# Partito dell'Indipendenza Estone
Il Partito dell'Indipendenza Estone (in estone: Eesti Iseseisvuspartei) è un partito politico estone di orientamento nazionalista fondato nel 1993; inizialmente noto come Partito del Futuro Estone (Tuleviku Eesti Erakond), è stato ridenominato nel 1999.

## Risultati elettorali
| Elezione          | Voti   | %    | Seggi   |
| ----------------- | ------ | ---- | ------- |
| Parlamentari 1995 | 13.907 | 2,57 | 0 / 101 |
| Parlamentari 2003 | 2.705  | 0,55 | 0 / 101 |
| Parlamentari 2007 | 1.273  | 0,23 | 0 / 101 |
| Parlamentari 2011 | 2.571  | 0,45 | 0 / 101 |
| Europee 2014      | 4.158  | 1,27 | 0 / 6   |
| Parlamentari 2015 | 1.047  | 0,18 | 0 / 101 |